# Mihail Nestruev
Mihail Nestruev (n. 28 octombrie 1968, Moscova, RSFS Rusă, URSS) este un trăgător de tir ce a reprezentat Rusia, medaliat olimpic. A participat la 3 ediții ale Jocurilor Olimpice (2000, 2004, 2008) în care a câștigat o medalie de aur și o medalie de argint.